# Orgeln des Stiftes Zwettl

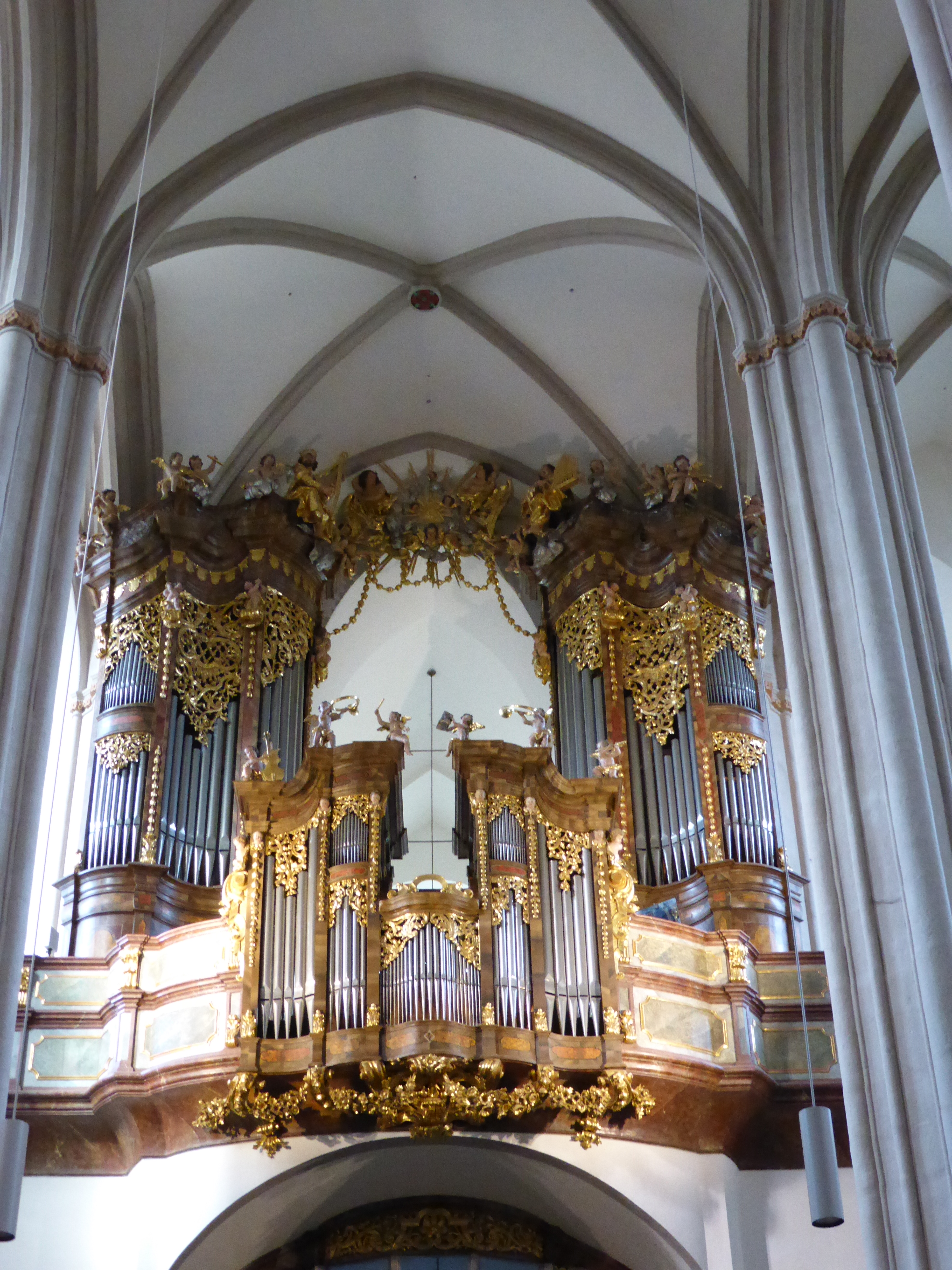
Ignaz Egedacher 1731

Die Orgeln des Stiftes Zwettl sind die Hauptorgel von Ignaz Egedacher und die Chororgel von Gerhard Hradetzky. Die große Hauptorgel wurde 1728–1731 von Johann Ignaz Egedacher aus Salzburg (Werkstatt in Passau) auf der Westempore erbaut. Das Instrument verfügt über 35 Register, drei Manuale und Pedal und gilt als eine der bedeutendsten Barockorgeln Niederösterreichs. 1726–1727 hat Johann Dejobe die Chororgel gebaut, von ihr ist nur das Gehäuse erhalten. In dieses fügte Gerhard Hradetzky 1982 ein Instrument ein, das auf zwei Manualen und Pedal 20 Register umfasst.

## Hauptorgel

### Baugeschichte

#### Neubau 1731 durch Egedacher
- 1728–1731 baute Johann Ignaz Egedacher die große und kostspielige Orgel. Aufgrund der beengten Verhältnisse auf der Westempore brachte Egedacher die Register des Pedals in einem zweiteiligen Gehäuse neben dem Fenster unter und integrierte die anderen Werke links und rechts vom Spieltisch in die Emporenbrüstung. Die Klangkonzeption der ersten beiden Manualwerke und des Pedals spiegelt die klassische süddeutsch-österreichische Orgelbaukunst wider. Hingegen wird durch das Brustwerk der Klangreichtum der Orgel durch einige galante Register erweitert, aufgeteilt in Bass/Diskant.

#### Umbauten und sonstige Eingriffe 1753–1941
- 1753 wurde durch den Orgelbauer Ignaz Gatto der Ältere aus Krems an der Donau die Orgel überholt und umintoniert.
- 1853 erfolgte durch Andreas Stöger (Zwettl) ein eingreifender Umbau der Spielanlage, der die Manualklaviaturen ersetzte und die Traktur der Manuale und Koppeln veränderte.
- 1880 wurden durch Josef Breinbauer (Ottensheim) einige Register zugunsten romantischer ersetzt und die Intonation dem Zeitgeschmack angepasst. Zudem erfolgten technische Eingriffe (u. a. in die Registermechanik).
- 1912 erfolgten weitere Veränderungen an der Disposition durch die Firma Gebrüder Rieger (Jägerndorf).
- 1941 wurde vom Orgelbauer Ferdinand Molzer der Jüngere Wien auf der hinteren Orgelempore ein großes elektropneumatisches Werk gebaut, von dem aus auch die Klaviatur des Hauptwerks der Egedacher-Orgel bespielt werden konnte. 1983 wurde dieses Instrument wieder abgebaut und im Stift eingelagert.

#### Restaurierung 1983 durch Hradetzky und 1991 durch Ahrend
- 1981–1983 restaurierte Gerhard Hradetzky (Oberbergern) die Egedacher-Orgel mit dem Ziel, den Zustand von 1731 wiederherzustellen. Dies umfasste die Rekonstruktion der originalen Disposition, Spiel- und Registertraktur, Windanlage und Stimmung.
- 1991 vollendete Jürgen Ahrend (Leer-Loga) die klangliche und technische Restaurierung.

### Disposition seit 1991 (= 1731)
| I Hauptwerk C–c3 |    |
| Principal        | 8′ |
| Copl             | 8′ |
| Gamba            | 8′ |
| Biforo           | 8′ |
| Octav            | 4′ |
| Holle-Fleten     | 4′ |
| Quint            | 3′ |
| Superoctav       | 2′ |
| Mixtur VI        | 2′ |
| Cymbal IV        | 1′ |
| Horn IV          | 4′ |

| II Positiv C–c3 |       |
| Copl            | 8′    |
| Principal       | 4′    |
| Rohr-Fletten    | 4′    |
| Superoctav      | 2′    |
| Duodecima       | 1 ⁄2′ |
| Cornettino III  | 1′    |

| III Drittes Clavir C–c3 |    |
| Bass (C–h0)             |    |
| Flauthen-Paß            | 4′ |
| Flaschalath-Paß         | 2′ |
| Schwegel II             | 1′ |
| Fagot                   | 8′ |
| Diskant (c1–c3)         |    |
| Fletten                 | 4′ |
| Flaschaleth             | 2′ |
| Cornetti II             | 2′ |
| Huboa                   | 8′ |

| Pedall C–g |        |
| Principal  | 16′    |
| Subpahs    | 16′    |
| Octav      | 8′     |
| Suboctav   | 4′     |
| Quint      | 3′     |
| Mixtur VI  | 2′     |
| Cymbal IV  | 1′     |
| Horn II    | 1 3⁄5′ |
| Bombardon  | 16′    |
| Posaun     | 8′     |

- Koppeln: Coppelzug I/II (Tutti).

Anmerkungen
1. ↑  Im Prospekt.
2. ↑  Ab c1, Basslage komb.
3. ↑  Eichenholz.
4. ↑  Nussbaum.
5. ↑  Zwetschkenholz.
6. ↑  Birnbaum.
7. ↑  Im Prospekt.
8. ↑  Teilweise im Prospekt.

### Technische Daten
- Traktur:
  - Tontraktur: Mechanisch
  - Registertraktur: Mechanisch
  - Gebrochene Oktave in allen Manualen und Pedal
- Drei Keilbälge im Balghaus
- Stimmung:
  - Stimmtonhöhe: a1 = 465 Hz
  - Mitteltönige Stimmung

## Chororgel

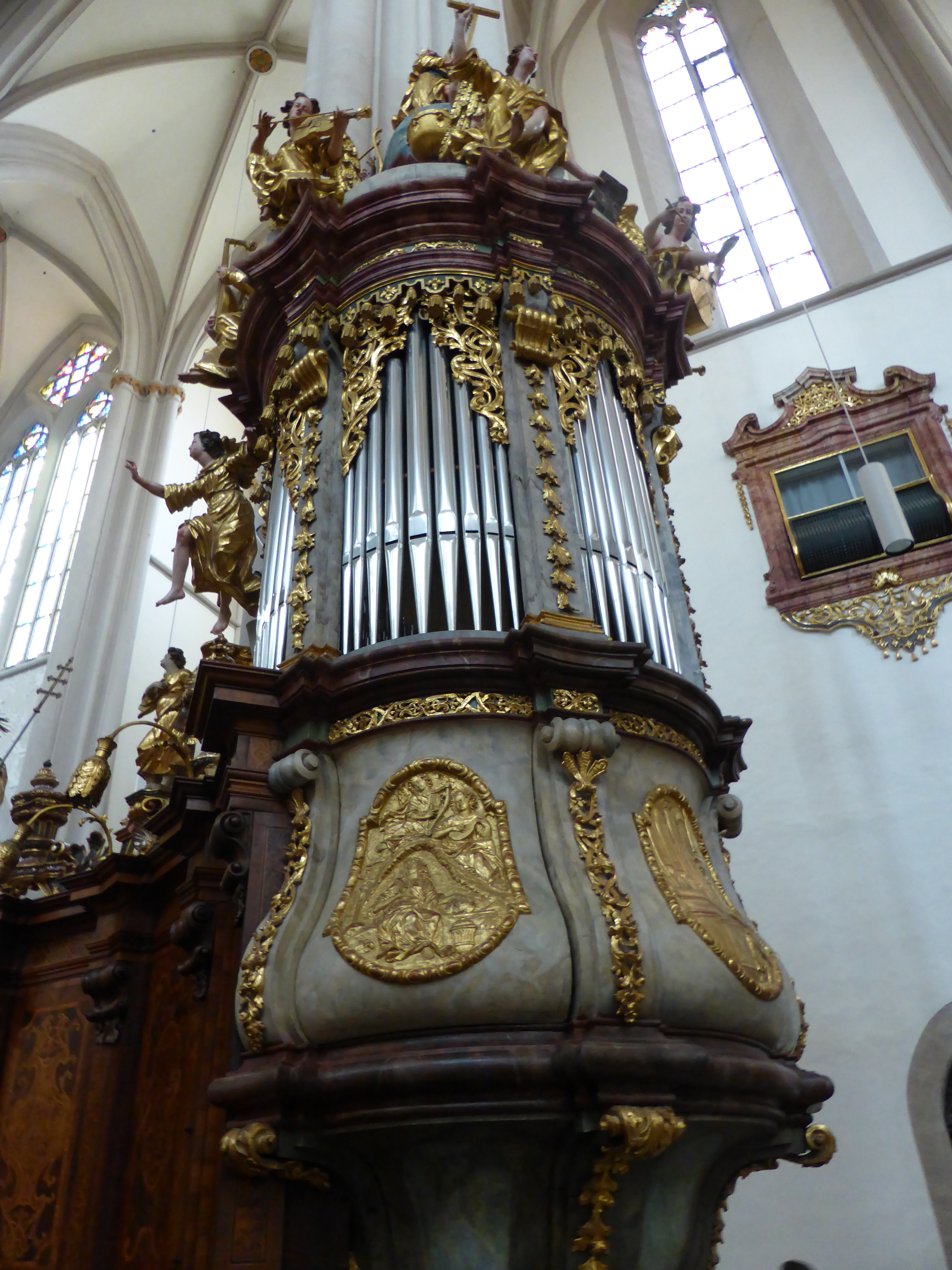
Gehäuse 1727, Orgel 1982

Die Chororgel wurde 1726–1727 Johann Dejobe (auch Johann de Moyse genannt) erbaut. 1982 wurde sie von Gerhard Hradetzky vollständig erneuert und weist jetzt 20 Register auf zwei Manualen und Pedal auf, wobei das sog. Echowerk und das vierstimmige Pedal in einem aufgelassenen Beichtstuhl untergebracht sind.

### Disposition
| I Hauptwerk C–f3 |       |
| Prinzipal        | 8′    |
| Vox cölestis     | 8′    |
| Flauto dolce     | 8′    |
| Gamba            | 8′    |
| Octav            | 4′    |
| Viola            | 4′    |
| Superoctav       | 2′    |
| Quint            | 2 ⁄3′ |
| Mixtur IV        |       |

| II Echowerk C–f3 |       |
| Bordun           | 8′    |
| Principalino     | 4′    |
| Dolce            | 4′    |
| Flautino         | 2′    |
| Quint            | 1 ⁄3′ |
| Cornettino II    |       |
| Flageolet        | 1′    |

| Pedal C–d1 |     |
| Bordunbaß  | 16′ |
| Bordunbaß  | 8′  |
| Octavbaß   | 4′  |
| Trombone   | 8′  |

- Koppeln: I/II, I/P, II/P.
- Tremolo (Balgtremulant).